# 东洋拓殖
东洋拓殖株式会社是大日本帝国一家國有企業，成立於1908年，該企業主要負責執行日本當局对大韓帝國及後繼的日治朝鮮和东亚其他国家所制定的殖民剥削政策。该公司的总部起初位於漢城，後搬遷至東京。
第二次世界大戰日本戰敗，朝鮮半島被盟军佔領后，駐朝鮮美國陸軍司令部軍政廳没收了东洋拓殖位於朝鮮半島的所有财产。
大韩民国成立后，原本属于东洋拓殖的土地在1949年的韓國土地改革中被分配给农民。

## 满洲国支店
东洋拓殖在满洲国的支店旧址，现为文物保护单位：
- 东洋拓殖株式会社新京支店旧址，位于今中国吉林省长春市
- 东洋拓殖株式会社奉天支店旧址，位于今中国辽宁省沈阳市
- 东洋拓殖株式会社大连支店旧址，位于今中国辽宁省大连市